# Hermes Trismegistos
Hermes Trismegistos (grč. Ἑρμῆς ὁ Τρισμέγιστος, lat. Hermes Trismegistus, odnosno Mercurius Termaximus, "triput najveći"), sinkretističko božanstvo nastalo sjedinjenjem obilježja grčkog boga Hermesa i egipatskog boga Thotha.
U prvim stoljećima poslije Krista pripisan mu je veći broj hermetičkih spisa koji su smatrani ostacima egipatske mudrosti, a zapravo su bili filozofsko-mistični teksovi iz helenističkog razdoblja.
Kult, s vremenom, sjedinjenog Thotha/Hermesa slavio se u hramu u Hermopolisu u Egiptu.

## Podrijetlo i osobine
Novo božanstvo poznato pod imenom Hermes Trismegistos nastalo je kao proizvod grčkih kolonista u Egiptu (kolonija Naukratis) koji su svoga boga Hermesa poistovjetili s Thothom, nebeskim utemeljiteljem magije, izumiteljem pisma i čuvarom tajnih znanja. Također, ujedinjeni Hermes/Thoth smatra se, poput svojih dijelova i zaštitnikom astrologije i alkemije.
Pretvorba egipatskog boga Thotha u helenističko božanstvo Hermesa Trismegistosa započelo je za vrijeme Kasnog Carstva (6. stoljeće pr. Kr.), no tek se od 3. stoljeća pr. Kr. može pratiti povijesni razvitak religije Hermesa.
S vremenom je Hermes/Thoth humaniziran i pretvoren u mističnog kralja koji je vladao 3.226 godina i napisao 36.525 svitaka o prirodnim načelima. Kasnije je Jamblih smanjio tu brojku na 20.000 svitaka, Klement iz Aleksandrije reducirao ju je na četrdeset i dva svitka.

## Hermetički spisi
Hermetički radovi prožeti sintezom egipatske tradicije, grčkog novoplatonizma, zoroastrizma, judaizma i kršćanstva, a što je posljedica sraza egipatske i helenističke kulture u prvim stoljećima kršćanske ere. Takvih radova bilo je u prošlosti mnogo, ali ih je dosta izgubljeno protokom vremena, ali i zbog sustavnog uništavanja.
Od većeg broja hermetičkih spisa pripisanih Hermesu Trismegistosu, sačuvala ih se tek nekolicina na grčkom jeziku i niz fragmenata koje su sačuvali kršćanski autori.
Među najpoznatijim tekstovima atributiranim Hermesu/Thothu, svakako je Corpus Hermeticum, kao i Asklepije (izvorno "Savršena rasprava").

## Hermes Trismegistos u islamu
Islamski učenjaci su Hermesa Trismegistosa poistovjetili s Idrisom koji se spominje u Kuranu, a nadamak Trismegistos pogrešno je protumačen kao da se odnosi na tri odvojena lika. Prvi se izjednačavao s Idrisom (Henok u Bibliji) koji je živio prije Potopa. Drugi je navodno živio u Babilonu i bio Pitagorin učitelj, dok je treći živio u helenističkom Egiptu.
Mnogi arapski prijevodi ranijih hermetičkih tekstova te mnoga izvorno arapska djela pripisivana su Hermesu, kojeg su smatrali prvim učiteljem znanosti i filozofije. Povezivali su ga s magijom, alkemijom i astrologijom. Hermetičkiu miso, a posebice alkemiju prihvatili su sufijski učitelji.